# Terpsichore hanekeana
Terpsichore hanekeana là một loài thực vật có mạch trong họ Polypodiaceae. Loài này được (Proctor) A.R. Sm. miêu tả khoa học đầu tiên năm 1993.